# Van de buurt
Van de buurt is een lied van de Nederlandse rapper Lijpe. Het werd in 2021 als single uitgebracht en stond in heftzelfde jaar als zesde track op het album Verzegeld, waar het de tweede single van was, na Mansory.

## Achtergrond
Van de buurt is geschreven door Marwan El Bachiri, Anass Laasila en Abdel Achahbar en geproduceerd door MB en Salisounzz. Het is een nummer uit het genre nederhop. In het lied rapt de artiest over zijn buurt, waar hij ziet de verschillende personen op het verkeerde pad belanden en van wie hij alleen zijn ouder nog vertrouwt. Het was voor Lijpe zijn eerste solosingle van 2021. Hij had eerder ook al het lied Mansory met Frenna uitgebracht. 

## Hitnoteringen
De rapper had succes met het lied in Nederland. Het kwam tot de dertiende plaats van de Single Top 100 en stond vier weken in de lijst. Er was geen notering in de Top 40, maar het kwam tot de achttiende plaats van de Tipparade.